# Бекхожаев, Есиркел
Есиркел Бекхожаев (1886, Аулиеатинский уезд, Сырдарьинская область, Туркестанский край, Российская империя — неизвестно, Чуйский район, Джамбулская область, Казахская ССР) — старший чабан колхоза «Бельбасар» Чуйского района, Джамбулская область, Казахская ССР. Герой Социалистического Труда (1948).

## Биография
Родился в 1887 году в крестьянской семье в одном из сельских населённых пунктов Аулиеатинского уезда. С раннего возраста трудился в сельском хозяйстве, батрачил у богатых баев. Во время коллективизации в 1930 году вступил в сельскохозяйственную артель. Трудился чабаном. В послевоенное время — старший чабан в колхозе «Бельбасар» Чуйского района.
В 1947 году вырастил 488 ягнят от 400 курдючных овцематок. Средний вес ягнёнка к отбивке составил 40 килограммов. Указом Президиума Верховного Совета СССР от 23 июля 1948 года удостоен звания Героя Социалистического Труда за «получение высокой продуктивности животноводства в 1947 году» с вручением ордена Ленина и золотой медали «Серп и Молот» (№ 2517).
Избирался депутатом Чуйского районного Совета депутатов трудящихся.
Трудился в родном колхозе до выхода на пенсию в 1956 году. Проживал в Чуйском районе Джамбулской области. Дата смерти не установлена.